# محوطه دره محمدعلی
محوطه دره محمد علی مربوط به دوره ساسانیان است و در شهرستان سنقر، بخش مرکزی، روستای دره وزم واقع شده و این اثر در تاریخ ۱۱ مرداد ۱۳۸۴ با شمارهٔ ثبت ۱۲۵۱۷ به‌عنوان یکی از آثار ملی ایران به ثبت رسیده است.